# Máquina total
Máquina Total es una popular saga de recopilatorios musicales de la extinta discográfica Max Music entre 1991 y 1998. El concepto se creó con el objetivo de incluir los temas más destacados del sonido Rave, EBM, New Beat, Eurodance, House o Trance entre otros, a pesar de que a lo largo de los años y sucesivas ediciones se fue alejando del concepto "Máquina", para acabar dando cabida vertientes más comerciales del dance. Constó de once ediciones, siendo un referente discográfico no solo en España sino internacionalmente. También es un referente en los megamixes, para los que contó, en sus diferentes ediciones, con José María Castells, Toni Peret, Quique Tejada y Mike Platinas, realizadores de gran relevancia en esta disciplina de mezclas.
El título también contó con una edición promocional en 1992 obsequiada a través del producto Dan Up de la marca de lácteos Danone,  dos ediciones para México en 1994 y 1995 y homónimos de estos publicados en Chile y Argentina, y otras dos ediciones más para Brasil en 1998 y 2002.
En agosto de 2013 la discográfica Open Records publicó un Máquina Total disponible en plataforma digital, compuesto con 20 tracks, y finalmente en 2014 la marca acabó registrada por la discográfica Blanco y Negro Music, la cual en julio del mismo año publicaría una nueva edición del Máquina Total, rescatando temas de los años noventa y contando de nuevo con Toni Peret (uno de los creadores originales de la saga) para la realización del megamix.  
En 2024, RTVE PLay y 3Cat estrenaron Megamix Brutal, serie documental de tres capítulos sobre la historia de Max Music, con la participación de sus protagonistas, y tintes de true crime. Dirigida por Rafael de los Arcos,  y producida por Jordi Évole, con Producciones El Barrio. Ganó el Premio Zoom de televisión y plataformas 2024 Mejor Formato Cultural y Divulgativo. 

## Historia

### Época del New Beat / EBM / Rave (vol.1-4)
En los principios de los años 90 comenzaban a emerger diferentes géneros tras una década de los 80 dominada por el Italo disco, y más hacia el final de la misma, por el Acid house y los comienzos del Eurodance. Los géneros New Beat y Rave (que poco más tarde, junto al Techno centroeuropeo, dieron lugar a la Máquina valenciana) apenas se había iniciado de forma comercial el año anterior en España, con el Technomakinita de Blanco y Negro Music (desde el subsello Basic Mix); Max Music, en lógica respuesta a la cada vez más creciente demanda por parte del público de recopilatorios con estos nuevos estilos musicales, publica en la primavera de 1991 el Máquina Total.
Casi todos los temas eran de 1990, pero aun así seguían teniendo buena acogida. La principal diferencia respecto a su competidor Blanco y Negro fue la inclusión de un megamix de casi diez minutos al inicio del disco, detalle del que en su primer volumen careció el Technomakinita, estando así compuesto solo por los temas íntegros. De hecho, sí tenía un mix promocional mezclado por Viborilla, pero fue descartado para el disco comercial. Toni Peret y José María Castells elaboraron el del Máquina Total.
Como curiosidad, cabe mencionar que en el VHS que venía con la compra del Max Mix 11 de mediados de año, se vio producirse en fábrica , donde explicaban cómo se hacía un megamix, y más concretamente en el momento en que mostraban el proceso de fabricación de Compact Discs (en adelante CD).
Para el Technomakinita se recogería la idea de incluir megamix en su siguiente edición a mediados de 1991, de poco más de un cuarto de hora y estando este realizado por Quique Tejada. A poco de acabar el año, Max Music contraataca con el Máquina Total 2, de idéntico formato al primero. Cabe destacar que este volumen fue un superventas, algo que sorprendió en la época, pues hasta entonces todos los recopilatorios de máquina habían pasado bastante desapercibidos por el público en general, incluyendo el primer volumen del Máquina Total; las razones del éxito se debió al importante papel que jugó la campaña de promoción que se le hizo al disco, con videoclip y anuncio en televisión, donde salía un chico explicando las virtudes del disco, así como la inclusión del tema "Así me gusta a mí" de Chimo Bayo, superventas que arrasaba en aquel momento, incluso en países tan distantes como Japón. En las carátulas se utiliza por primera vez una estrella de cinco puntas para remarcar el número de la edición, en este caso el 2, escogida seguramente por casar con la tipografía personalizada del Máquina Total, que recordaba a los caracteres cirílicos que se usaban en la, por entonces recién extinta, Unión Soviética.
Mención especial merece que poco después, en noviembre, Max Music publicaría el Máquina Rave Compilation, un recopilatorio licenciado de Media Records de Italia en formato non-stop, que vendría a consolidar la apuesta por la música techno-industrial por parte de la discográfica. Tendencia que continuaría en 1992, pues animado por el rotundo éxito del Máquina Total 2 no se esperó demasiado para sacar el tercer volumen, en marzo, y con cambios; aprovechando el éxito del filme de Terminator 2: el juicio final, se consigue la licencia de algunas imágenes del Skeleton T800 para las carátulas como reclamo publicitario. Incluso se recreó al Skeleton para el spot en TV, de cintura para arriba, en el que entraba en una tienda para comprar el disco. Asimismo, uno de los temas de este disco, y con el que abría el Megamix, fue una adaptación del tema principal de la película. Al igual que sucediera en el volumen 2, este nuevo número cuenta con un videoclip que competía en las lista de los 40 Principales. Castells mezclaría el megamix en solitario; Toni Peret se había retirado temporalmente durante prácticamente todo 1992 y no volvería a reaparecer hasta finales de año con ocasión del Max Mix 12. Para una mayor curiosidad, se usan las voces infantiles "venga venga dale dale toma toma" características del programa de TVE ponte las pilas que promociona el disco.
En cuanto al formato, el recopilatorio pasaba a tener dos CD, o dos LP, o dos cassettes, dependiendo del formato que se compraba, en lugar de solo uno. Con dos soportes, había espacio para incluir las versiones maxi de los temas así como la mezcla para promocionar el disco en las radios o "Radio Edit", situado al final de todo y que venía a ser el megamix que encabezaba la obra al inicio, pero acortado.
La ampliación a dos CD e inclusión del Radio Edit también fueron aspectos que la competencia tuvo en cuenta para el Technomakinita 3 en su publicación en aquel verano, que unido a una determinada selección de temas máquina y al megamix de Quique Tejada, el disco supo mantener la esencia original del género industrial, diferenciándose ligeramente del Máquina Total 4, editado justo antes en junio, donde ya se comenzaba a notar una derivación del género; el track mediático para este volumen y con el que arranca el megamix resultó ser el "Please don't go" interpretado por K.W.S., un tema que no era industrial, sin embargo en Max Music creen oportuno incluirlo porque este tema (con ese autor) llega al número uno de las listas en el Reino Unido, por lo que se convierte en un reclamo comercial de primer orden. También se utiliza este tema de fondo para el spot de televisión, en el que se ve a un obrero muy musculoso llegar a una cantera, conectar un martillo neumático y taladrar una roca subido a ella. Nuevamente existe un videoclip para este volumen.
De nuevo fue un recopilatorio superventa, pues aparte de K.W.S. el resto del contenido seguía siendo enmarcable en el estilo de la esencia original. Anteriormente, el tercer volumen ya incluyó "Ride like the wind" de Another Class, un tema que tampoco era máquina, pero tras el cuarto volumen empezaba a haber indicios de que pronto la saga iba a sufrir cambios en los géneros que formaban su contenido, orientados cada vez más hacia sonidos más comerciales.

### Época de versiones dance de Disco y Pop (vol.5)
Tales cambios son hechos realidad en marzo del siguiente año, 1993. El género "Máquina" comenzaba a declinar paulatinamente, a pesar de que sigue habiendo en el mercado recopilatorios dedicados a ese sonido industrial como el A Toda Máquina de Blanco y Negro. Pero las tendencias van cambiando, y la de aquel momento era versionar al dance clásicos temas del pop y disco de los 70 y 80. Además, Blanco y Negro acababa de publicar el recopilatorio La Máquina del Tiempo con aquella temática, y estaba arrasando en ventas con el nuevo concepto. De esta manera, la saga de Máquina Total cambia de filosofía e incluye también adaptaciones de clásicos, además de algún tema actual como el "Don't you" de Another Class y el "Dur dur d'etre bèbé" del pequeño Jordi, que vino a ser el tema gancho. El asunto trajo inconvenientes, porque Arcade, el sello que tenía los derechos de la canción (lo publicó en su Top '93), no llegó a cedérsela a Max, que a pesar de todo lo usó, lo que les causó problemas con la multinacional.
Todos los temas incluidos en la quinta entrega ya no tuvieron relación directa con el género máquina, a excepción del "Bombas" de Chimo Bayo. El título del recopilatorio dejaba de tener significado explícito.
En este quinto volumen retoman imágenes de la película de Terminator 2: el juicio final para las carátulas, esta vez saliendo el T1000 en estado de metal líquido. También se hace una animación por ordenador para el spot de televisión, en el que aparece irrumpiendo en una tienda de discos saliendo desde el suelo como ocurría en una de las escenas de la película.
El megamix lo hacen nuevamente Castells y Peret, que se reincorpora a la compañía. Y como dato curioso, en previsión al nivel más suave que había adoptado el Máquina Total, Max Music inició una nueva saga. El recopilatorio "Lo + Duro", dirigido al público que seguía demandando un sonido más contundente y revolucionado que las versiones dance de clásicos, y aquí se encontraron temática del techno y bakalao, casi todo de 1992, pero de esta manera se abrió camino a la que se convertiría en otra gran marca de Max Music.

### Hacia la música comercial (vol.6-7)
El sexto volumen se editaría en noviembre de aquel 1993, con la vista puesta en la campaña navideña para potenciar su venta. Su fecha de publicación resultaría a su vez inamovible desde entonces hasta su última edición.
Del mismo modo en que ocurrió en el Máquina Total 3 con la película de Terminator 2: el juicio final, en este sexto volumen se recurre a hacer un guiño a otro éxito cinematográfico del momento, Jurassic Park. En las carátulas se aprecia un tiranosaurio y en su interior diversos fotogramas de la fabricación de su maqueta. El spot de televisión muestra en esta ocasión como un tiranosaurio expuesto en un museo cobra vida y se transforma en un CD ante el asombro de los allí presentes; cabe resaltar la aparición del mencionado formato, CD; hasta entonces, en los spots de la saga se habían mostrado LP. Incluso el megamix comienza con el sonido de unos inquietantes pasos del dinosaurio que se va acercando, seguido de un rugido antes de anunciarse el nombre del megamix. Peret y Castells siguen a las mezclas, en el que además dejan un "guiño" en forma de cacareo de gallo que fue una estrategia para enganchar a más personal, pues Blanco y Negro tenía el éxito de Ramírez "El Gallinero". En cuanto a la selección musical, la táctica de versionar al dance temas clásicos ya no tuvo la misma influencia que en el volumen anterior; la tendencia del momento se decantaba más que nunca por los hits comerciales de actualidad, y para ello el tema estrella del disco fue el "Mr.Vain" de Culture Beat. Sin embargo, Max Music nunca logró conseguir la licencia del tema, y para entonces el disco ya se encontraba a la venta; recuerda bastante al caso con el tema de Jordi en el anterior volumen, con la salvedad que esta vez tuvieron que retirar del mercado todos los ejemplares y reemplazarlos por otros que contenían un tema muy parecido hecho a imagen del original o "cóver", interpretado por Dj Rage. Lo más curioso de todo este asunto es que, hoy en día, en el mercado de segunda mano es más raro encontrarse con una copia del Máquina Total 6 que incorpore el cover de Dj Rage que el "ilegalizado" con la canción original de Culture Beat.

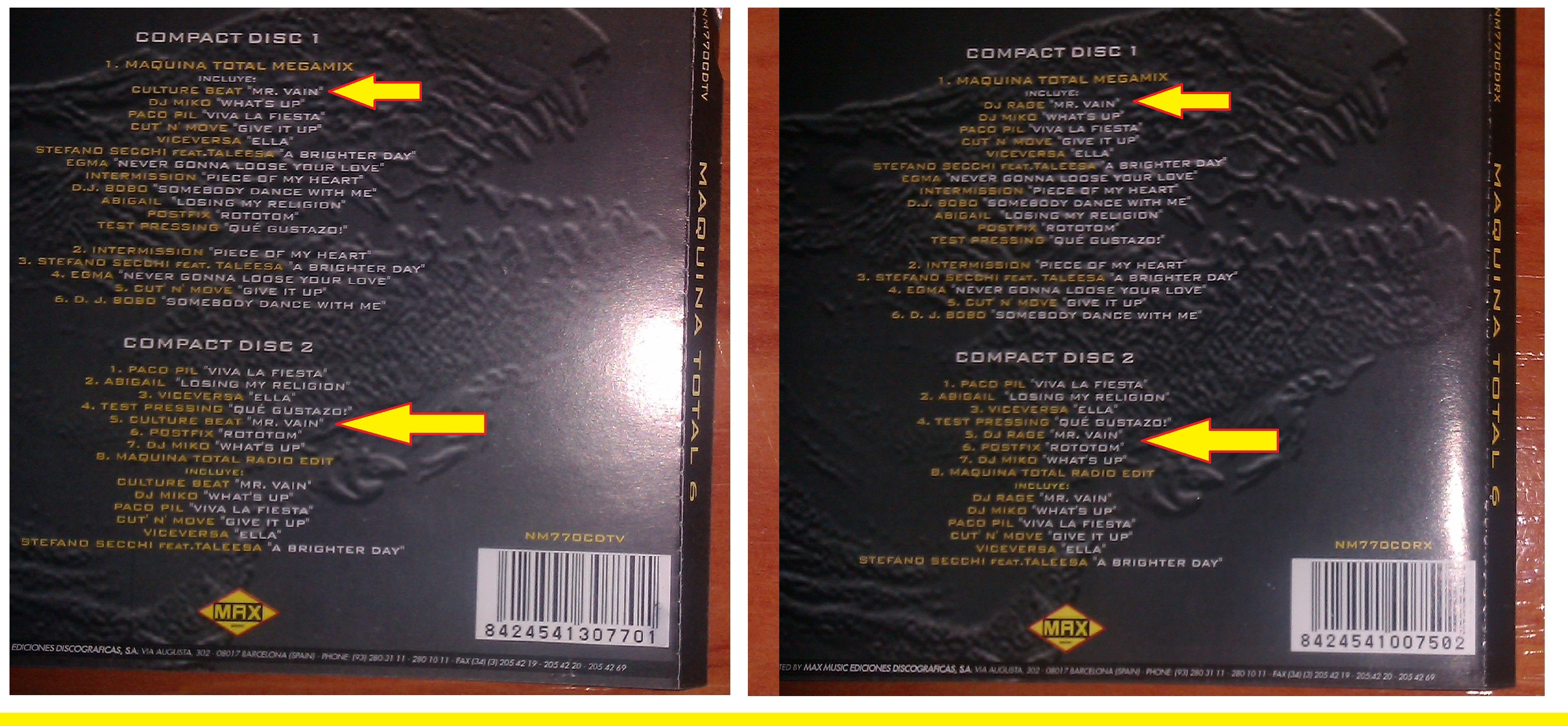
Detalle donde se observan las dos versiones de "Mr.Vain" del MT 6, una con Culture Beat y otra con Dj Rage.

El resto del repertorio lo componen los éxitos del dance consolidados de Dj Bobo, Egma o Taleesa, además de Paco Pil con su conocido "Viva la fiesta" que fue un tema influyente a lo largo del año, producción de Max. El disco también se vio influenciado por el género musical de batucada que caló en aquel 1993, incluyéndose
el "Rototom" de Postfix, y por último hay que señalar la inclusión de canciones con temática más libre, como el "Ella" de Viceversa o el "Qué gustazo" de Test Pressing, ambas producciones propias de Max Music.
Para el Máquina Total 7 en 1994, la discográfica hace un esfuerzo por mejorar más el disco, empezando con la publicidad, pues se importa un elaborado spot donde aparece un actor perfectamente caracterizado de Bill Clinton, por entonces presidente de los Estados Unidos, en el que aparentemente iba a dar una rueda de prensa para sorprender a todos pinchando el nuevo disco a la venta.
Tanto las imágenes de las carátulas como el spot publicitario fueron muy bien amortizados, ya que aparte del disco español se usaron para el Max Mix USA (disco para el que fue hecho el anuncio), el Max Mix alemán y en varias publicaciones más, además de retocar la imagen con Clinton al que vistieron con un traje de Papá Noel para el Navidad Total 2 de Max, de nuevo en España. Un dato muy jugoso; al finalizar el spot original, Bill Clinton dice, dirigiéndose a la cámara, "Max Mix is the only one" (Max Mix es único), pero para el Máquina Total 7 español se dobló con un "¿te das cuen?" en clara alusión al disco de la competencia, el Bolero Mix 11 de Blanco y Negro, que había contratado los servicios del humorista del momento para amenizar el mix y carátulas, Chiquito de la Calzada, de quien era popular esa y otras frases. Fue la única ocasión en que la música del spot era un fragmento del propio megamix, en concreto constaba de los temas de The Outhere Brothers y Cabballero.
Al igual que ya ocurriera con el Máquina Total 5 y Lo + Duro, la discográfica lanzó conjuntamente al mercado el Trance Mix para desviar en él el género en voga por Europa y más recientemente en España, el trance, y preservar al Máquina Total 7 para que continuara usando temas dance comerciales. A pesar de ello, es inevitable que en el siguiente volumen aparezca algún que otro tema trance como los de Karen (cóver de Marusha), Cabballero o Jens, en cualquier caso éxitos que garantizaban ventas. Se sigue apostando por Paco Pil que serviría para iniciar el megamix adaptando de forma expresa una de las frases de su tema "JOHNNY TECHNO SKA" y como gratas sorpresas resultaron ser The Outhere Brothers con su exitoso "Don't stop", pasando además por M.Dacal, Piropo o GEM. Sin embargo y como tema más llamativo, sobre todo por el título, está la inclusión de un tema que triunfaría para el siguiente verano remezclado con Machito Ponce al dance latino, 20 Fingers "Short dick man".

### El Dream Team (vol.8-9)
Quique Tejada, hasta entonces de Blanco y Negro, es contratado por Max Music en el verano de 1995, uniéndose a Toni Peret y José María Castells y creando así el denominado Dream Team, formación que se encargaría de la elaboración de los megamixes de la compañía durante dos años. Sus trabajos siempre recibieron muy buenas críticas por la calidad de sus megamixes y hacia las navidades tendrían el reto de realizar su primer Máquina Total entre los tres. En este octavo volumen puede apreciarse un mayor número de temas que el anterior, lo que conllevó a que en el formato de vinilo se editaran tres LP en lugar de dos. Existe gran variedad de géneros, desde el clásico versionado de "Stayin' alive" o el pop-dance de Rebeca con su "Corazón corazón" a sonidos más energéticos de BPM System o Central Rock, pasando por los latinos de Proyecto Uno o 2 In a Room o por los temas dance mediáticos del momento, uno de ellos era el "Shut Up (and sleep with me)", de Sin With Sebastian, que se usó para abrir el megamix y como tema de fondo para el spot de televisión, de nuevo importado, en el que un reo a muerte pide como último deseo escuchar el Máquina Total. Tanto anuncio como carátulas fueron utilizadas también para el Maquina Total mexicano anteriormente en 1994.
El Máquina Total 9 de 1996 no se alejó de la línea de su volumen predecesor. Mismos mezcladores, diseño, temática y duración. Pero sí hay que advertir que en este volumen se abandona el formato LP, estando a la venta solo en CD y casete. Se recupera más tono duro con temas mákina (escrito con K para diferenciarlo del anterior género) como "The Cat", "Ping pong" o "Tira", mostrando una gran variedad nacional en este género, que conviven sin embargo con las apuestas de la casa menos revolucionadas que eran Rebeca, Whigfield o Camela, además de la aportación del nuevo aunque efímero género de moda, el dream, con el cóver de "One to one". También contiene los éxitos dance coverizados de "Ready or not" o el "Born's lippy" que está presente en el spot de televisión, donde se ve a una persona que se va a suicidar tirándose al vacío si no le traían el nuevo Máquina Total. Como en los otros dos años anteriores, este anuncio era importado y sirvió con anterioridad para anunciar el Max Mix 2 USA, entre otros.

### Llegada de Mike Platinas y el principio del fin de Max Music (vol.10-11)
Un terremoto había sacudido a Max Music a mediados de 1997; Ricardo Campoy Lloria, hasta entonces socio de Miguel Degá en Max Music, rompe con él y monta su propia discográfica, Vale Récords, llamada poco después Vale Music, llevándose consigo al ingeniero de sonido, Andreu Ugas, y al Dream Team al completo (aunque ese nombre no pueden usarlo al estar registrado por Max) y a muchos otros productores que formaban parte del sello. El siguiente paso por parte de Miguel Degá desde Max Music fue contratar a Mike Platinas, una vieja gloria conocido por sus trabajos junto a Javier Ussía en los dos primeros Max Mix, ambos editados por la propia Max Music en 1985. Sin embargo, Max Music no le saca el rendimiento que de él cabía esperar, pues poco a poco va cambiando de estrategia, ya que se sentía la necesidad de imponer "algo nuevo" en un mercado saturado por recopilatorios de todos los sellos, casi todos con megamix. Ese "algo nuevo" resultó que eran las sesiones o "sessions", una mezcla más larga y sin efectos, algo que por otra parte tampoco era nuevo en absoluto, aunque sí menos habitual. En ese momento, otras discográficas también realizaron recopilatorios en esta misma línea. En la décima entrega de Máquina Total el megamix bajaba bastante el listón respecto a sus antecesores.
El spot de televisión (y las carátulas) viene a ser una continuación del que se vio para el Máquina Total 8 dos años antes, donde el reo muere, llega al cielo pero decide irse al infierno porque era allí donde tenían el nuevo Máquina Total.
El recopilatorio cuenta en su haber con alguna que otra producción nacional como Mimas o The King of House, otras producciones resultan ser versiones cover de éxitos del pop como los temas de Coolio, o Henry, y otro de rap con el tema de "It's like that" de Run DMC vs Jason Nevis, y es que hacía tiempo que poco importaba que no fueran géneros asociados a lo que cabía esperar del recopilatorio si eran temas reconocibles del momento. El MT10 también contaba con grupos dance-trance, más preferibles desde el punto de vista de la esencia original, y aquí tenemos a John Wesley, Fiocco o Celvin Rotane. De todos modos, hay que mencionar la gran cantidad de covers que inunda el tracklist del disco, signo inequívoco de que Max Music no supo atinar bien a la hora de conseguir licencias que otras compañías se llevaron, y que Campoy, desde Vale Music, tenía mejor olfato. En este apartado cabe mencionar los sencillos el momento "Barbie girl" o "Come into my life", así como el "Spice up your life", original de las Spice Girls, grupo británico que revolucionó al mundo en su anterior álbum, y aquí interpretado por Dj Space'C. Hay que advertir además que desaparecía el Radio Edit del disco comercial, reservándose solo para los CD promocionales para las radios.
Con todo, hay que decir que el Máquina Total 10 fue líder en ventas, pero solo hasta la irrupción del Crónicas Marcianas Mix editado por Vale Music con megamix de Peret, Castells y Tejada en esas mismas navidades, basándose en el programa de televisión más popular del momento, Crónicas Marcianas de Tele 5, donde además sus creadores, el antiguo Dream Team, presentaron el disco en una actuación en directo. Para Max Music supone un duro golpe de la nueva competencia, que junto con otros asuntos sostenidos por Miguel Degá (como que Campoy fundó Vale Records con dinero de Max Music) comenzarían a hacer mella en los ánimos del productor ejecutivo de Max, cada vez más receloso y resentido, y cuyas intenciones no tardarían en materializarse cuando el Disco Estrella de Vale arrasó en ventas en el verano del 98, superando holgadamente en ventas al Ibiza Mix '98 de Max, que a pesar de que en su spot de televisión se decía "Ibiza Mix, el disco del verano, y no te estrelles con imitaciones" le perjudicó la presencia de muchos cóvers en lugar de originales, y sus otros recopilatorios veraniegos, Worldance Cup (sin megamix) y Fútbol Playa Music, tuvieron peores ventas.
Así pues, tras la debacle comercial del verano, a primeros de septiembre Miguel Degá contrataría a unos sicarios mexicanos con el objetivo de asesinar a su exsocio Ricardo Campoy. Estos, sin embargo, se equivocan de persona y a quien secuestraron fue a Castells, y una vez se cercioraron de que no se trataba de Campoy, le abandonan dentro de la furgoneta que usaron para secuestrarle y continuaron por Barcelona, a la espera de dar con Campoy, lo cual facilitó la captura por parte de la policía, que poco antes había recibido una llamada desde México alertando del posible asesinato. Castells, paralelamente, logra escapar de su encierro y huir, quedando a salvo. Se desencadena un proceso judicial que acabaría condenando a prisión a Degá, así como a los sicarios, y a la desaparición de Max Music el 1 de
enero de 1999, tras lo cual se fundaría una nueva discográfica, Tempo Music, que funcionó con prácticamente todo el personal de la extinta Max hasta su quiebra en 2003; dos años después tiene lugar la fuga de Miguel Degá al extranjero aprovechando un permiso penitenciario, hallándose desde entonces en paradero desconocido.
Antes de todo eso, quedaban los últimos meses de 1998 por delante, en el que una Max Music sentenciada a muerte va despreocupándose cada vez más por obtener licencias competitivas y despacha a la ligera los títulos con recopilatorios como el Bombazo Mix 4, donde cada vez los megamixes a cargo de Mike Platinas cuentan con menos calidad y efectos, además de contar con transiciones mucho más bruscas entre canciones.
A final de año llegaría el Máquina Total 11. El megamix, comparado con los de volúmenes anteriores, está claramente por debajo en cuanto a recursos y efectos, con cambios al corte o mezclas simples al estilo de las sessions, "tiranizado" en gran medida por los temas franquicias más relevantes de que disponía la compañía, el "Up & Down" (tema oficial de la Vuelta Ciclista a España '98) y el "We like to party!", ambos del grupo holandés Vengaboys, abarcaron nada menos que 3'25" de 9'16" que dura el megamix, poco más que un tercio
del total. Como tema "estrella" del recopilatorio, anunciado de forma especial en la portada, resultó ser "Feeling like a woman" de Stormy Project, una canción pop que sirvió en un anuncio de compresas en televisión. Finalmente, grupos como Fiocco, Central, Paul Van Dick o Vinylgroover fueron de los temas más enérgicos en este último volumen de Max.
El spot publicitario consistía en cómo se simulaba entrar en una persona hasta llegar a su corazón, que era metálico, no obstante la frase del spot fue "la máquina que llevas dentro", seguida por un fragmento del tema de Davis "No good", del género House. Es el mismo tema con el que se comienza el megamix, existiendo sin embargo un Radio Edit promocional que comienza con el cóver "Depende", original de Jarabe de Palo, que es pop rock latino. Las carátulas recogen asimismo al corazón metálico, formando una de las realizaciones gráficas más elaboradas de la saga, aunque llama la atención que la estrella característica que contiene el número desaparece, siendo además el 11 rotulado como "1.1" en pequeño, y de hecho, la cuña del megamix solo dice "máquina total" y desaparece la tradicional estrella de cinco puntas que desde el volumen 2 siempre había enmarcado el número en la portada.

## Otras ediciones

### Versiones promocionales
Todo producto necesita darse a conocer para ser vendido. La saga Máquina Total se anunció en medios gráficos, televisión y radio, en las televisiones se usaron los spots y videoclips (del segundo volumen al cuarto), y a las radios se les destinó unas grabaciones en CD con un adelanto de lo que sería el recopilatorio, a fin de promoverlo a través de las ondas, estando prohibida su venta. El CD promocional de la saga constaba de un "Radio Edit", esto es, un megamix de corta duración que solía (y en esta saga fue siempre así, con alguna que otra modificación) ser derivado del megamix que se comercializaría. Se presentaban en estuches finos y con una única carátula. Actualmente resultan muy cotizados por los coleccionistas.

### Versiones simplificadas
La buena acogida que tuvo la saga le permitió a Max Music, a través de su filial Koka Music, lanzar al mercado versiones simplificadas de cada uno de los volúmenes (a excepción del undécimo y último) a fin de alcanzar mayor cuota de mercado. Estas compilaciones salían a la venta después que su disco matriz, eran de un solo casete o CD, hasta el décimo (el undécimo no tuvo versión simple), prescindían del Radio Edit y de licencias prestadas por otras compañías, siendo así más baratos que el recopilatorio original, lo que facilitaba su venta a personas que no querían gastarse tanto dinero en un disco. Se solían vender en puntos de venta a donde no llegaban los originales, como en bares, mercadillos y gasolineras (fue común la mítica expresión "cassette de gasolinera", ahora en desuso, aunque perduran los CD).
Para facilitar su identificación respecto a su disco matriz, era habitual que se le modificaran un poco las carátulas, añadiendo letreros con frases sugerentes o anunciando que incluía megamix o algún hit de relevancia, modificando la carátula con más o menos temas o invirtiendo los colores del rótulo del disco, como sucedió con el Máquina Total 6.

### Máquina Total Dan Up
En la primavera de 1992, y aprovechando el gran momento de superventas del Máquina Total con sus dos últimos volúmenes lanzados hasta la fecha, Max Music consiguió un contrato de promoción con la marca de productos lácteos Danone, que comercializaba el yogur líquido Dan Up. Con la compra de una serie de unidades de Dan Up y el envío de las etiquetas, el interesado podía recibir un casete exclusivo de forma gratuita denominado Máquina Total Dan Up, compuesto de un megamix y seis temas sueltos. No se promocionó en CD ni en LP.
El megamix era en realidad una composición de fragmentos del Máquina Total 2 y del 3, respetando partes destacables y alargándose hasta los trece minutos. Oficialmente mezclado por Toni Peret (por la parte que toca al Máquina Total 2) y José María Castells, la obra fue masterizada por la empresa Duplison S.A.L.
Los seis tracks que componían el resto del casete eran los trabajos de Antico, C.K.A. y Pleasure Game, por parte del Máquina Total 2, y de Frequency 4, B-29 y R.T.Z., por parte del tercer volumen, todos ellos fueron acortados para que cupieran en el casete, de 20 minutos de duración por cada cara. Además, en el megamix se podía escuchar fragmentos de otros temas que no fueron incluidos de forma íntegra como Chimo Bayo, R.A.F. o D.K. Dance pertenecientes a la segunda entrega de la saga y de nuevo Antico, con su nuevo sencillo que apareció en la tercera. La voz en off en
el megamix corresponde a la misma persona que se utilizó para iniciar el Máquina Total 3, prolongándose más al promocionar también el yogur.
Este casete supone una rareza de especial interés para los coleccionistas, conservándose hoy día algún que otro ejemplar en estado original.

### Máquina Total de Open Records
El 10 de agosto de 2013, con copyright de la discográfica Open Records, se pone a la venta de forma digital, mp3, un Máquina Total consistente en viente temas de género dance, dance pop y electronic, todos ellos cóvers de éxitos de antaño en sus versiones sencillo y con una duración total del disco de una hora y cuarto. Ha pasado bastante desapercibido debido a su escasa repercusión, conocimiento y composición de la compilación.

### Volumen de Blanco y Negro (2014)
En 2014 la discográfica Blanco y Negro Music registraría bajo su licencia los títulos de Max Music y Máquina Total. A raíz de ello, la discográfica usaría la denominación Max Music para recopilatorios de música de los ochenta y noventa, correspondiendo a la saga I love Max Music a los ochenta, con temas en versiones de 12", y a una reaparición del Máquina Total para los noventa, compuesto por tres CD con megamix de poco más de diez minutos de duración de la mano de Toni Peret, quien ya había realizado otros megamixes de discos relanzados y actualizados por Blanco y Negro Music tales como Max Mix, Locos por el Mix o It's your time. El subtítulo de este nuevo Máquina Total es la frase "Lo + Duro de los 90", en clara alusión a la significativa saga Lo + Duro de aquellos años, mientras que la portada es un homenaje al primer volumen de 1991, realizado por el diseñador habitual de Blanco y Negro en esta etapa, Joanquín Docampo. El contenido no solo cuenta con varios de los temas usados por la anteriores sagas de Máquina Total y Lo + Duro de Max Music sino que además se aportan otros títulos cuyas licencias no poseía la desaparecida discográfica.

### Versiones en el extranjero
Max Music originaría en los noventa la creación de una nueva discográfica en México de idéntico nombre. Estuvo como subsello de la empresa española hasta la desaparición de la misma en 1998, desde entonces actuaría como sello independiente hasta su cierre en 2003. En su periodo de funcionamiento importó títulos de su matriz española tales como Max Mix, Caribe Mix o Máquina total. Los Máquina Total comercializados por Max Music México fueron los siguientes:
- Maquina Total, de 1994, mezclado por Toni Peret y José María Castells, y distribuido por Sony Music. La carátula corresponde con el Máquina Total 8 español. De este disco cabe destacar que Sony Music lo exportó a Argentina y Chile, con idéntico megamix y temas, aunque modificando un poco la carátula, poniendo en vertical el rótulo.
- Maquina Total 2, de 1995, también distribuido por Sony Music y se añade a Quique Tejada junto con Toni Peret y José María Castells (Dream Team). La carátula es la misma que Max Music de España usa para su Locos por el Mix 2 del mismo año.
- Además de la firma mexicana, mención aparte merece saber que en Brasil existó un Maquina Total editado en 1998 con megamix de Mike platinas. La carátula es la misma que usan para el Máquina Total 7 de España, con el doble de Bill Clinton.
- De nuevo en Brasil, en 2002 aparece otro volumen por la discográfica brasileña Paradoxx denominado Maquina Total The best of 2001-2002, que consta de dos CD con éxitos dance recogidos en Brasil, si bien la mayor parte de ellos resultan ser covers.
- Volviendo a Max Music México, también existe un Makina Total, editado en 1998 y escrito con K, por lo que en realidad se le considera un disco independiente. Como su nombre indica, está integrado por temas mákina.

## Similitudes con otros títulos
Durante los años de funcionamiento de Max Music México la similitud de ideas respecto a los recopilatorios de Max Music de España fue muy evidente. La afinidad y filialidad de ambas discográficas les hizo compartir diseños gráficos (imágenes y tipografías) así como megamixes y temas musicales. Además de las ediciones de Máquina Total editadas por el continente americano existieron en el mercado otros recopilatorios que compartió tales similitudes, todas ellas relacionadas con subsellos que Max Music creó en diferentes países.
Los Total Techno fue una trilogía producida en España por Max Music y comercializados en el resto de Europa, principalmente Alemania, al mismo tiempo que los tres primeros Máquina Total españoles. Se cambió el nombre porque el principal mayorista de la discográfica para la exportación advirtió que la palabra "máquina" no identificaba el tipo de música en el extranjero y que "techno" se entendería mucho mejor. Usaron las imágenes, tipografía, megamixes y temas que estos, si bien la imagen escogida del segundo volumen fue el dibujo que aparece en el interior del MT 2 y no del frontal. Hasta tal punto son iguales los megamixes, que incluso en el Total Techno 3 se escucha la cuña que dice "máquina total tres", como su homónimo español.
La imagen del obrero trabajando con el martillo neumático que aparece en el Máquina Total 4 fue también usada para un Max Mix USA editado en Brasil en 1995 (no confundir con el Max Mix USA editado para América del Norte), que contiene megamix del Dream Team, además del Megadance 2001 editado en 2000 y misma portada.
Sin duda, la imagen del doble de Bill Clinton fue la más demandada. Además del Máquina Total 7 y Navidad Total 2 españoles aparece en el Máquina Total '98 que Mike Platinas hizo para el mercado brasileño en 1998, y ese mismo año hace el Max Power '98 portugués, que tiene idéntica portada. Otros títulos con esta misma portada son el Max Mix USA, Max Mix Germany y Techno Total, este de la discográfica mexicana y todos mezclados por el Dream Team.
Otra imagen también recurrente fue la del Máquina Total 8, la del condenado a muerte. Aparece en los Máquina Total que se comercializaron en México, Chile y Argentina descritos anteriormente. En 1995 el Hip Hop Mix también adopta la imagen, con megamix del Dream Team. Finalmente, el Megadance' 98 elige otra imagen del mismo spot, con el reo descansando con un pie sobre la silla que se vio en los CD y contraportada del disco español.
La del Máquina Total 9, donde muestra a una persona cayendo al vacío con el disco, se muestra también en el Max Mix USA 2 de 1996 y Techno Total 2 de 1998, ambos producciones mexicanas con megamixes del Dream Team.
En 1998 se usó la portada del Máquina Total 10 para el Máquina Móvil, un disco promocional con cuatro tracks que se conseguía en la cadena de pizzerías Pizza Móvil y que formaba parte de los cinco CDs "Colección Móvil Mix", correspondiendo este al primero de ellos. Luego vendrían Bombazo Móvil, Móvil Sessions 1, Móvil Sessions 2 y Rumba Móvil.
La portada del Máquina Total 10 también aparecería en el Megadance '99 mexicano de ese año. 
Max Music de España, en 1993, editó el Máquina Brutal mezclado por Toni Peret y José María Castells. Además del parecido del nombre, se usa la palabra "máquina" estampada en el CD del interior con la misma tipografía que el Máquina Total. Este trabajo fue distribuido por Sony.
Finalmente, hay que reseñar la aparición, a finales de 2000, del Máquina 2000 de Tempo Music, la discográfica que surgió tras el cierre de Max Music, con un megamix de Mike platinas de un cuarto de hora. El recopilatorio cuenta además con cuatro CD que clasifica los géneros musicales incluidos, por entonces en boga. A pesar de no tratarse de un Máquina Total legítimo, la procedencia de la discográfica, el megamixer y la tipografía del rótulo dan indicios a pensar que en realidad fue una idea concebida basada en la anterior saga de Max Music.